# Víctor Erice
Víctor Erice (Carranza, Biscaia, 30 de juny de 1940) és un director de cinema basc.
Es va llicenciar en Ciències Polítiques, Dret i Econòmiques, però la seua vocació cinematogràfica el va fer ingressar el 1961 en l'Escola Oficial de Cinema de Madrid. El 1963 es va diplomar en Direcció de Cinema.

## Biografia
Després de diplomar-se en l'Escola Oficial de Madrid va participar com a crític a la fundació de la revista Nuestro Cine -revista que defenia el neorealisme italià front a cinema clàssic-, i també va fer crítiques en diverses publicacions com Cuadernos de Arte i Pensamientos.
El 1963 va escriure com a guionista junt amb Santiago San Miguel, Antxon Ezeiza i José Luís Egea El próximo otoño. Més endavant, el 1967, va col·laborar com a guionista de Oscuros sueños de Agosto, de Miguel Picazo. El 1969, va codirigir junt amb José Luís Egea i Claudio Guerín Hill Los desafíos, coneguda per aconseguir la Conquilla de Plata en el Festival de Sant Sebastià. Quatre anys després va realitzar la seua primera pel·lícula, El espíritu de la colmena, que va tenir un important èxit de crítica i taquilla, i també un premi en el Festival de Sant Sebastià. Aquesta pel·lícula reflecteix la dura etapa de postguerra.
Després de deu anys de dedicar-se a la publicitat, el 1983 va rodar El sur a partir d'un relat d'Adelaida Garcia Morales. Aquest segon llargmetratge fou produït per Elías Querejeta i fou acollida amb entusiasme per la crítica i va aconseguir grans premis com El Hugo de Oro del Festival de Chicago, Premi al Millor Director de C.E.C i el premi a la Millor Pel·lícula del Festival de Bordeus.
Després d'un llarg període d'inactivitat, el 1992 va rodar El sol del membrillo, un retrat documental del pintor hiperrealista Antonio López García que va rebre en el Festival de Canes el premi de la FIPRESCI i el Premi del Jurat. També va ser premiat amb el premi Hugo d'Or al Festival de Chicago.
El 1993 va aconseguir el Premi Nacional de Cinematografia i tres anys després fou distingit amb la medalla d'or de les Belles Arts. Després va treballar com a guionista per a l'adaptació d'El embrujo de Shanghai, una novel·la de Juan Marsé que no va arribar a produir-se.
El 1995 va participar en el llargmetratge col·lectiu Celebrate Cinema 101 amb un curt documental anomenat Preguntas al atardecer produït en Japó per Miyaoka Hideyuki.
El 2000, El sol del membrillo fou escollida la millor pel·lícula de l'època dels 90 i el 2002 va publicar Alumbramiento, que té una duració de 100 minuts i s'inclou en el film Ten minutes older. L'any 2006 es va estrenar curtmetratge La morte rouge.
Després de 30 anys sense realitzar cap llargmetratge, Víctor Erice estrenà la seva última pel·lícula, titulada Cerrar los ojos, en el Festival de Cannes de 2023 (fora de la secció oficial). La pel·lícula, que compta amb les interpretacions d'actors com Manolo Solo, José Coronado o Ana Torrent, explora temes com la memòria, l'absència i el poder evocador del cinema.
Quant al seu estil, la seva percepció del món, marcada per l'absència de la figura paterna, el porta a realitzar un cinema de caràcter molt poètic i personal, ple de símbols i metàfores que obren camí a múltiples interpretacions d'una mateixa obra. Això li causà alguns problemes amb els productors. Es caracteritza pel caràcter intimista de les seves pel·lícules i pel realisme més aviat dramàtic que aquestes tenen.

## Filmografia
Llargmetratges
- 1973: El espíritu de la colmena
- 1983: El sur
- 1992: El sol del membrillo
- 2023: Cerrar los ojos

Curtmetratges
- 1961: En la terraza
- 1962: Páginas de un diario
- 1963: Los días perdidos
- 1966: Entre vías
- 1983: Alumbramiento

Documentals
- 1998: Huellas de un espíritu